# Aprilie 1985
Acest articol este generat integral pe baza informațiilor din articolul 1985 și este actualizat periodic de un robot.
 Editările făcute în articol vor fi șterse la următoarea actualizare! Dacă doriți să faceți modificări, editați articolul-sursă.

ianuarie -
februarie -
martie -
aprilie -
mai -
iunie -
iulie -
august -
septembrie -
octombrie -
noiembrie -
decembrie
Aprilie 1985 a fost a patra lună a anului și a început într-o zi de luni.

## Evenimente
- 15 aprilie: Africa de Sud abrogă interzicerea căsătoriilor interasiale.

## Nașteri
- 1 aprilie: Principele Nicolae al României (n.  Nicolae de Roumanie Medforth-Mills), nepotul fostului rege Mihai I al României
- 1 aprilie: Nicolae de Roumanie Medforth-Mills, nepotul fostului rege Mihai I al României
- 3 aprilie: Jari-Matti Latvala, pilot finlandez de raliuri WRC
- 4 aprilie: Dudi Sela, jucător israelian de tenis
- 8 aprilie: Radu-Dinel Miruță, politician român
- 9 aprilie: Tim Bendzko, muzician german
- 9 aprilie: Antonio Nocerino, fotbalist italian
- 9 aprilie: Radu Panait, politician român
- 10 aprilie: Jesús Gámez (Jesús Gámez Duarte), fotbalist spaniol
- 10 aprilie: Dmitri Righin, scrimer rus
- 11 aprilie: Yohei Toyoda, fotbalist japonez
- 12 aprilie: Simona Gherman, scrimeră română
- 13 aprilie: József Lörincz, fotbalist român de etnie maghiară
- 16 aprilie: Katerína Stikoúdi, cântăreață greacă
- 17 aprilie: Takuya Honda, fotbalist japonez
- 17 aprilie: Luke Mitchell, actor australian
- 17 aprilie: Jo-Wilfried Tsonga, jucător francez de tenis
- 18 aprilie: Łukasz Fabiański, fotbalist polonez
- 18 aprilie: Oana Andreea Manea, fotbalistă română
- 18 aprilie: Thepchaiya Un-Nooh, jucător thailandez de snooker
- 18 aprilie: Marius-Gheorghe Toanchină, politician român
- 19 aprilie: Valon Behrami, fotbalist elvețian
- 20 aprilie: Billy Magnussen (William Gregory Magnussen), actor american
- 20 aprilie: Nina Žižić, cântăreață muntenegreană
- 21 aprilie: Spike (n. Paul Mărăcine), rapper român
- 21 aprilie: Paul Mărăcine, rapper român
- 22 aprilie: Roxana Ionescu, actriță și om de televiziune română
- 24 aprilie: Alexandru Bourceanu, fotbalist român
- 25 aprilie: Ghenadie Moșneaga, fotbalist din R. Moldova
- 26 aprilie: Viorel Ferfelea, fotbalist român
- 26 aprilie: John Isner (Jonathan Robert Isner), jucător american de tenis
- 27 aprilie: Rafael Wellington (Rafael Wellington Pérez), fotbalist spaniol
- 27 aprilie: Horacio Zeballos, jucător argentinian de tenis
- 28 aprilie: Maria Faassen (n. Maria Putina) fiica lui V. Putin
- 29 aprilie: Claudiu Tudor (Claudiu Ionuț Tudor), fotbalist român
- 30 aprilie: Gal Gadot, actriță și model israelian

## Decese
- 7 aprilie: Constantin Papanace, 80 ani, economist, autor, istoric și publicist român de etnie aromână, membru al Mișcării Legionare (n. 1904)
- 25 aprilie: Spiru Chintilă, 63 ani, pictor român (n. 1921)
- 25 aprilie: Ioan Dragomir, 79 ani, episcop român (n. 1905)
- 25 aprilie: Uku Masing, 75 ani, filosof estonian (n. 1909)
- 30 aprilie: Sándor Török, 81 ani, scriitor maghiar (n. 1904)